# E. Thomas Casey
Edmund Thomas Casey, Jr., genannt: Tom Casey, (* 23. Oktober 1924; † 11. November 2005 in Spring Green, Wisconsin) war ein US-amerikanischer Architekt und Gründungsdekan der „Frank Lloyd Wright School of Architecture“ in Taliesin West in Scottsdale.

## Leben
Casey studierte nach seinem Einsatz als Pilot im Zweiten Weltkrieg Architektur an der University of California, Berkeley. Nach seinem Abschluss 1950 hatte er ein Vorstellungsgespräch bei Frank Lloyd Wright in Taliesin West in Scottsdale, Arizona. Wright, selbst Berkeley-Absolvent, war bemüht, Absolventen für seine Architektur-Community nach Taliesin West zu locken. Casey erhielt eine Zusage und blieb zeitlebens mit Wright verbunden.
Casey arbeitete mit Wright am „Solomon R. Guggenheim Museum“ in New York, am „Marin County Civic Center“ in Kalifornien und dem „Johnson Wax Administration Building“ in Wisconsin. Er übernahm die Oberleitung für die Ausführung von zahlreichen Projekten, wie dem „Pearl Palace“ in Tehran und war verantwortlich für den Entwurf des „Rocky Mountain National Park Visitors Center“ (heute: National Historic Landmark) in Estes Park, Colorado.
Nebenbei war Casey an der Wright School als Professor und Vordenker für die didaktischen Konzepte tätig.  E. Thomas Casey war der Gründungsdekan der „Frank Lloyd Wright School of Architecture“ in Taliesin West in Scottsdale und bis zu seinem Tode „Emeritus Dean“ und Mitglied der „Frank Lloyd Wright Foundation“.
Casey war zuletzt als freiberuflicher Architekt mit seinem Büro „O'Casey Design Studios“ tätig und arbeitete unter anderem an einem Wright-Haus in Irland.
Casey starb an den Folgen mehrerer Schlaganfälle in seinem Haus in Wisconsin. Zur Erinnerung läutete die Abendglocke auf dem Campus in 81 Mal. E. Thomas Casey hinterlässt seine Frau Effi sowie eine Tochter.